# ¡Dios existe! El rollo mesiánico de Los Planetas
«¡Dios existe! El rollo mesiánico de Los Planetas» es un EP del grupo granadino Los Planetas.

## Lista de canciones
1. () 01:00
2. Prueba esto 03:28
3. Un día en las carreras de coches 04:24
4. Mejor que muerto 07:34
5. La guerra de las galaxias 05:57

Existe un sencillo en CD promocional con el tema Prueba esto (radio edit) recortado 10 segundos para su difusión en radios.

## Reedición
En 2005 se incluyó, en formato CD, en la caja Singles 1993-2004. Todas sus caras A / Todas sus caras B (RCA - BMG). El cofre se reeditó, tanto en CD como en vinilo de 10 pulgadas, por Octubre / Sony en 2015.

## Videoclip
El vídeo promocional de la canción Prueba esto fue dirigido por José García Hernández para Complot Cine. Cuenta con la participación como autor de Juan de Pablos.
Está disponible en el VHS Los Planetas. Videografía (viacarla.com, 2000), como contenido extraordinario de Encuentro con entidades DVD (RCA - BMG 2002) y en el DVD Principios básicos de Astronomía (Octubre - Sony Music Entertainment 2009).